# 廣東國際賽車場
广东国际赛车场（英語：Guangdong International Circuit）位于肇庆市四会市大旺（肇庆高新技术产业开发区），距离广州约45分钟车程。建成於2009年，是继珠海国际赛车场之后广东省的另一座国家级賽車場。
广东国际赛车场是一个按照国际汽车运动联合会（FIA）F3级别设计建造的大型赛车场。赛车场以汽车商业活动、赛事活动为主，track day体验活动为辅，并为汽车新技术研发和测试提供理想场地，系珠三角地区与汽车相关的产品测试、新产品发布、驻场车队训练、赛车手培训、试乘试驾、影视拍摄、汽车特技表演的基地和汽车文化传播的摇篮。
2018年1月20日，廣東國際賽車場早上舉行賽道日，兩台由港人駕駛的車輛發生碰撞，導致4名港人受傷，其中1人傷勢較嚴重，現場消息指，該男子肋骨斷裂，需要進行手術，檢查後更發現其他內臟亦有受傷，傷勢不輕。他已被送往三水市一間醫院，其家人已獲悉並前往當地，據悉，4名港人均有購買保險。